# Elisabeth Moss
Elisabeth Singleton Moss (n. 24 iulie 1982, Los Angeles, California, SUA) este o actriță americană. Cele mai notabile roluri ale ei includ pe cel al lui Zoey Bartlet, a treia și cea mai mică fată a Președintelui Jed Bartlet din serialul The West Wing (1999 – 2006), difuzat de NBC, cel de secretară devenită mai târziu copywriter Peggy Olson din serialul Mad Men (2007 – 2015) difuzat de AMC și rolul June Osborne din Povestea slujitoarei, rol pentru care a primit premiul Emmy.

## Filmografie

### Film
| An   | Titlu                           | Rol                  | Note              |
| ---- | ------------------------------- | -------------------- | ----------------- |
| 1991 | Suburban Commando               | Little Girl          |                   |
| 1993 | Once Upon a Forest              | Michelle             | Voce              |
| 1993 | Recycle Rex                     | Rol necunoscut       | Voce; scurtmetraj |
| 1994 | Imaginary Crimes                | Greta Weiler         |                   |
| 1995 | Separate Lives                  | Ronni Beckwith       |                   |
| 1995 | The Last Supper                 | Jenny Tyler          |                   |
| 1997 | A Thousand Acres                | Linda                |                   |
| 1998 | Angelmaker                      | Little Turcott       | scurtmetraj       |
| 1999 | The Joyriders                   | Jodi                 |                   |
| 1999 | Mumford                         | Katie Brockett       |                   |
| 1999 | Anywhere but Here               | Rachel               |                   |
| 1999 | Girl, Interrupted               | Polly 'Torch' Clark  |                   |
| 2002 | West of Here                    | Cherise              |                   |
| 2002 | Heart of America                | Robin Walters        |                   |
| 2003 | Temptation                      | Wind / Morgan        |                   |
| 2003 | Virgin                          | Jessie Reynolds      |                   |
| 2003 | The Missing                     | Anne                 |                   |
| 2005 | Bittersweet Place               | Paulie Schaffer      |                   |
| 2007 | The Attic                       | Emma Callan          |                   |
| 2007 | They Never Found Her            | Anna                 | scurtmetraj       |
| 2007 | Day Zero                        | Patricia             |                   |
| 2007 | Honored                         | Katie                | scurtmetraj       |
| 2008 | El camino                       | Lily                 |                   |
| 2008 | New Orleans, Mon Amour          | Hyde                 |                   |
| 2009 | Did You Hear About the Morgans? | Jackie Drake         |                   |
| 2010 | A Buddy Story                   | Susan                |                   |
| 2010 | Get Him to the Greek            | Daphne Binks         |                   |
| 2011 | Green Lantern: Emerald Knights  | Arisia Rrab          | Voce              |
| 2012 | Smoking/Non-Smoking             | Diana Whelan         |                   |
| 2012 | Darling Companion               | Grace Winter         |                   |
| 2012 | On the Road                     | Galatea Dunkel       |                   |
| 2014 | Listen Up Philip                | Ashley               |                   |
| 2014 | The One I Love                  | Sophie               |                   |
| 2015 | Queen of Earth                  | Catherine            | Și producator     |
| 2015 | Meadowland                      | Shannon              |                   |
| 2015 | Truth                           | Lucy Scott           |                   |
| 2015 | High-Rise                       | Helen Wilder         |                   |
| 2016 | The Free World                  | Doris Lamb           |                   |
| 2016 | Chuck                           | Phyllis Wepner       |                   |
| 2017 | Mad to Be Normal                | Angie Wood           |                   |
| 2017 | The Square                      | Anne                 |                   |
| 2018 | The Seagull                     | Masha                |                   |
| 2018 | The Old Man & the Gun           | Dorothy              |                   |
| 2018 | Her Smell                       | Becky Something      | Și producator     |
| 2019 | Light of My Life                | Mom                  |                   |
| 2019 | Us                              | Kitty Tyler / Dahlia |                   |
| 2019 | The Kitchen                     | Claire Walsh         |                   |
| 2020 | Shirley                         | Shirley Jackson      |                   |
| 2020 | The Invisible Man               | Cecilia Kass         |                   |
| 2021 | The French Dispatch             | Alumna               |                   |
| TBA  | Next Goal Wins                  | TBA                  | Post-producție    |

### Televiziune
| An         | Titlu                                           | Rol                              | Note                                        |
| ---------- | ----------------------------------------------- | -------------------------------- | ------------------------------------------- |
| 1990       | Bar Girls                                       | Robin                            | Film TV                                     |
| 1990       | Lucky Chances                                   | Lucky - Age 6                    | 3 episoade                                  |
| 1991       | Prison Stories: Women on the Inside             | Little Molly                     | Film TV                                     |
| 1991       | Anything but Love                               | Rol necunoscut                   | Episodul: "A Tale of Two Kiddies"           |
| 1992       | Midnight's Child                                | Christina                        | Film TV                                     |
| 1992       | Frosty Returns                                  | Holly DeCarlo                    | Voce; scurtmetraj TV                        |
| 1992       | It's Spring Training, Charlie Brown             | Girl Player                      | Voce; scurtmetraj TV                        |
| 1992–1995  | Picket Fences                                   | Cynthia Parks                    | 7 episoade                                  |
| 1993       | Batman: The Animated Series                     | Kimmy Ventrix                    | Voce; Episodul: "See No Evil"               |
| 1993       | Johnny Bago                                     | Agnes                            | Episodul: "Hail the Conquering Marrow"      |
| 1993       | Animaniacs                                      | Katrina                          | Voce, 2 episoade                            |
| 1993       | Gypsy                                           | Baby Louise                      | Film TV                                     |
| 1995       | Escape to Witch Mountain                        | Anna                             | Film TV                                     |
| 1995       | Freakazoid!                                     | Kathy / Additional               | Voce; 2 episoade                            |
| 1999       | Earthly Possessions                             | Mindy                            | Film TV                                     |
| 1999–2006  | The West Wing                                   | Zoey Bartlet                     | 25 episoade                                 |
| 2001       | Spirit                                          | Kelly                            | Film TV                                     |
| 2003       | The Practice                                    | Jessica Palmer                   | Episodul: "Rape Shield"                     |
| 2005       | Law & Order: Trial by Jury                      | Katie Nevins                     | Episodul: "Baby Boom"                       |
| 2005–2006  | Invasion                                        | Christina                        | 5 episoade                                  |
| 2006       | Law & Order: Criminal Intent                    | Rebecca Colemar                  | Episodul: "The Good"                        |
| 2007       | Grey's Anatomy                                  | Nina Rogerson                    | Episodul: "My Favorite Mistake"             |
| 2007       | Medium                                          | Haley Heffernan / Jennie         | Episodul: "No One to Watch Over Me"         |
| 2007       | Ghost Whisperer                                 | Nikki Drake                      | Episodul: "Unhappy Medium"                  |
| 2007–2015  | Mad Men                                         | Peggy Olson                      | 88 episoade                                 |
| 2008       | Fear Itself                                     | Danny Bannerman                  | Episodul: "Eater"                           |
| 2008       | Saturday Night Live                             | Peggy Olson                      | Nemenționată; Episodul: "Jon Hamm/Coldplay" |
| 2009       | Mercy                                           | Lucy Morton                      | Episodul: "The Last Thing I Said Was"       |
| 2013, 2017 | Top of the Lake                                 | Robin Griffin                    | 12 episoade                                 |
| 2013       | The Simpsons                                    | Gretchen                         | Voce; episodul: "Labor Pains"               |
| 2017–2025  | The Handmaid's Tale                             | June Osborne / Offred / Ofjoseph | 46 episoade; și producător și regizor       |
| 2020       | A West Wing Special to Benefit When We All Vote | Rolul ei                         | Special TV                                  |
| 2022       | Shining Girls                                   | Kirby                            | Și producător executiv și regizor           |

### Teatru
| An   | Titlu                | Rol                   | Loc                               |
| ---- | -------------------- | --------------------- | --------------------------------- |
| 2002 | Franny's Way         | Young Franny - Age 17 | Linda Gross Theater, Off-Broadway |
| 2008 | Speed-the-Plow       | Karen                 | Ethel Barrymore Theatre, Broadway |
| 2011 | The Children's Hour  | Martha Dobie          | The Comedy Theatre, West End      |
| 2015 | The Heidi Chronicles | Heidi Holland         | Music Box Theatre, Broadway       |